# Harry Kjellkvist
Fritz Edward Harry Kjellkvist, född 9 november 1900 i Göteborg, död 23 augusti 1939 i Härnösand, var en svensk arkitekt.
Kjellkvist läste vid Chalmers tekniska institut i Göteborg, med fortsatta studier vid Kungliga Tekniska högskolan i Stockholm.
Han var anställd på John Lindbergs ingenjörsbyrå i Göteborg 1922 och 1923–1925 och var ritkontorschef där 1925–1928. Han hade även kortare anställningar hos Arvid Fuhre i Göteborg 1923 och hos Sten Branzell i Göteborg 1928. Mellan 1928 och 1932 var han assistent på länsarkitektkontoret och anställd hos länsarkitekt Erik Friberger. Under olika perioder 1929–1933 verkade han själv som tillförordnad länsarkitekt där.
Mellan 1932 och 1935 drev han egen verksamhet innan han 1935 blev stadsarkitekt i Skövde. Anställningen blev kort då han året därpå utsågs till länsarkitekt i Västernorrlands län.
Kjellkvist var innehavare av ett andra uppdrag: Han var sakkunnig åt byggnadsnämnden i Mölndal 1931–1935, ledamot, sekreterare och arkitekt i Göteborgs drätselkammares bostadskommittéer 1930–1932, sekreterare och arkitekt i Göteborgs stads småstugeberedning 1931–1933, sekreterare i Tekniska samfundets avdelning för husbyggnadskonst 1929–1933 och vice ordförande 1934–1935, redaktionsombud för tidskriften Byggmästaren 1931–1935 samt Kommissarie för arkitekturutställning i samband med Svenska mässan 1931.

## Verk i urval
- Medverkade vid restaureringen av Barne-Åsaka kyrka.
- Hyreshus för Göteborg 1931

Tillsammans med Erik Friberger: 
- Samrealskola i Strömstad 1932–1933
- Stenhuskomplex i Göteborg 1933
- Småstugor i Göteborg 1933
- Stadsplaner för bland annat delar av Mölndal 1934–1935 och Skövde 1935–1936
- Byggnadsplan för bland annat Nolhaga 1935

Tillsammans med Ebbe Borg: 
- Byggnadsplan för större delen av Askim 1935